# Polyrhachis sumatrensis
Polyrhachis sumatrensis är en myrart som beskrevs av Smith 1858. Polyrhachis sumatrensis ingår i släktet Polyrhachis och familjen myror.

## Underarter
Arten delas in i följande underarter:
- P. s. exophthalma
- P. s. hamulata
- P. s. striatorugosa
- P. s. sumatrensis